# Cao Lei
Cao Lei est une haltérophile chinoise née le 24 décembre 1983. Le 12 janvier 2017 après réanalyse de ses échantillons des Jeux de 2008 où elle avait remporté l'or dans sa catégorie, elle est disqualifiée pour dopage par le CIO